# Vaccinium lundellianum
Vaccinium lundellianum är en ljungväxtart som beskrevs av Louis Otho Otto Williams. Vaccinium lundellianum ingår i Blåbärssläktet, och familjen ljungväxter. Inga underarter finns listade i Catalogue of Life.